# Língua tai lai
Tai Laing (Lit. Tai Vermelho}, pronunciada Tai Lai ou Tai Nai), também chamada as Shan-ni (birmanês:  ရှမ်းနီ, (Lit. Shan Vermelho), é uma língua de Myanmar relacionada à língua khamti. Não há censo da quantidade de falantes, mas estima-se que sejam cerca de 100 mil.

## Nomes
Nomes alternativos para Tai Laing são Tai Vermelho, Shan Bamar, Shan Kalee, Shan-ni (ရှမ်းနီ), Tai Laeng, Tai Lai, Tai Lang, Tai Nai e Tai Naing (Ethnologue).

## Distribuição
Tai Laing é falado em Homalin, Saingangue, ao longo dos rios Chindwin, Irrawaddy e Uru. Também é falado em Cachim, municípios de Bhamo a Myitkyina (Ethnologue).

## Dialetos
Existem dois subgrupos de Tai Laing, a saber, Tai Nai e Tai Lai. Os Tai Nai vivem ao longo da linha férrea entre Myitkyina e Mandalai. Os Tai Lai vivem ao longo do rio ao sul de Myitkyina (Ethnologue)

## História
Os Tai Laing se estabeleceram no vale do lago Indawgyi, no atual estado de Kachin, estabelecendo cidades-estados, incluindo os estados de Mongyang, Mogaung]], Wuntho, e Momeik. Tai Laing teve contato próximo de longo prazo com várias línguas tibeto-birmanesas, incluindo falantes da birmanesa ao sul, com as lolo-birmanesas, Nungishes e  Jingpho-Luish a leste e norte e a Nagas a oeste. Essas línguas influenciaram a fonologia e a gramática do Tai Laing, incluindo a frequência de palavras dissílabas e presença de diferentes marcadores gramaticais, e variação na ordem das palavras.
Após o golpe de Estado na Birmânia em 1962, políticas linguísticas restritivas foram promulgadas pelo regime militar. A Organização pela Independência de Kachin também reprimiu os falantes de Tai Laing, que viviam em território contestado. Na década de 1990, um cessar-fogo militar permitiu que os Tai Laing recuperassem manuscritos, publicassem livros de alfabetização e ensinassem a língua em escolas de verão. Durante as reformas políticas de Mianmar de 2011–2015, Khin Pyone Yee foi nomeada Ministra de Assuntos Shan do Estado de Kachin. Ela liderou um programa para institucionalizar materiais e currículos educacionais de Tai Laing.
Enquanto Tai Laing está experimentando um renascimento linguístico impulsionado pela juventude, muitos Tai Laing agora são bilíngues ou monolíngues em birmanês, devido à assimilação e casamento com falantes de birmanês.

## Escrita
É escrito numa variante própria do alfabeto birmanês, que embora não seja ensinada nas escolas, está experimentando um renascimento cultural, embora ainda pequeno